# 김제준
김제준(金濟俊, 1796년 ~ 1839년 9월 26일)는 조선의 천주교 박해 때에 순교한 한국 천주교의 103위 성인 중에 한 사람이다. 호(號)는 신명(信明)이고 세례명은 이냐시오(Ignatius)이다.
그는 1814년에 순교한 김진후 비오의 손자이며, 최초의 조선인 사제 김대건 안드레아의 아버지이다.

## 생애
김제준은 1796년에 충청도 면천의 솔뫼 마을에서 태어났다. 그는 조부 김진후와 백부의 권유로 천주교에 입교한 뒤, 경기도 용인으로 이사하여 농부로서 살던 중 프랑스인 선교사들이 입국하자, 모방 신부를 찾아가 세례성사와 견진성사를 받았다. 그는 생애 동안을 내내 독실한 신자로 생활했다. 그는 용인에서 천주교 공동체의 회장을 역임하기도 하였다.
그는 그의 아들이 15세 되던 해에 선교사들에게 선발되어 사제 수업을 위해 마카오로 떠나는 것을 허락했다. 한편 그는 그의 온가족들이 외국에 가족을 보낸 집안들 중 하나로서 맞닥뜨릴 수도 있는 위험에 대해서 깨달았다.
1839년 기해년에 박해가 일어나자, 8월에 김제준은 그의 사위 곽씨에게 고발되어 배신자 김여상이 이끄는 포도대에 의해 체포되었다. 전언에 따르면, 그는 여러 명의 남성을 제압할 수 있을 만큼 힘이 쎘지만, 아무런 저항 없이 순순히 체포되었다고 한다.
그는 천주교인일 뿐만 아니라 국법에 반해 아들 김대건을 마카오로 보내기를 허락했기 때문에, 포도청과 의금부에서 국사범 취급을 받았다.
그는 한때 무시무시하고 압도적인 고문에 의해 그의 신앙을 부정했다. 하지만, 그가 배교했다는 사실에도 불구하고, 그는 석방되지 못했는데, 그의 아들을 외국에 보내도록 한 죄는 용서받을 수 없었기 때문이었다.
감옥에서 그 주변에 있는 천주교인들은 그에게 그가 배교하더라도 결코 석방될 수 없음을 주지시켰다. 그들은 그가 마음을 돌려 배교를 철회하고 관리들에게 다시 그의 신앙을 공언토록 그를 설득했다.
사도 베드로는 세 차례 주님을 부인했지만, 속죄했다. 김제준도 역시 뉘우치고 순교자로서 죽기를 택했다. 그는 형조로 이송된 뒤 호소로써 배교를 철회했다.
그는 1839년 9월 26일에 여덟 명의 교우와 함께 참수되므로 마침내 순교의 영관을 썼다. 그때 그의 나이 44세였다.

## 시복 · 시성
김제준 이냐시오는 1925년 7월 5일에 성 베드로 광장에서 교황 비오 11세가 집전한 79위 시복식을 통해 복자 품에 올랐고, 1984년 5월 6일에 서울특별시 여의도에서 한국 천주교 창립 200주년을 기념하여 방한한 교황 요한 바오로 2세가 집전한 미사 중에 이뤄진 103위 시성식을 통해 성인 품에 올랐다.

## 참고 문헌
- 가톨릭 사전: 김제준
- Catholic Bishop's Conference Of Korea. 103 Martryr Saints: 김제준 이냐시오 Ignatius Kim Che-jun 보관됨 2014-10-19 - 웨이백 머신